# Kanethos (Vater des Skiron)
Kanethos (altgriechisch Κάνηθος Kánēthos) ist eine Gestalt der griechischen Mythologie.
Laut Plutarch in seiner Lebensbeschreibung des Theseus, der einzigen Quelle, war Kanethos Gemahl der Henioche, einer Tochter des Pittheus. Gemeinsam hatten sie den Wegelagerer und Räuber Skiron zum Sohn, wobei Plutarch einschränkt, dass nach der Meinung anderer Sinis der Sohn war. Obwohl von Plutarch so prominent eingeführt und mit der Gründung der Isthmischen Spiele in Verbindung gebracht, gibt es keine weiteren Zeugnisse dieses Kanethos.